# Darrenslacht

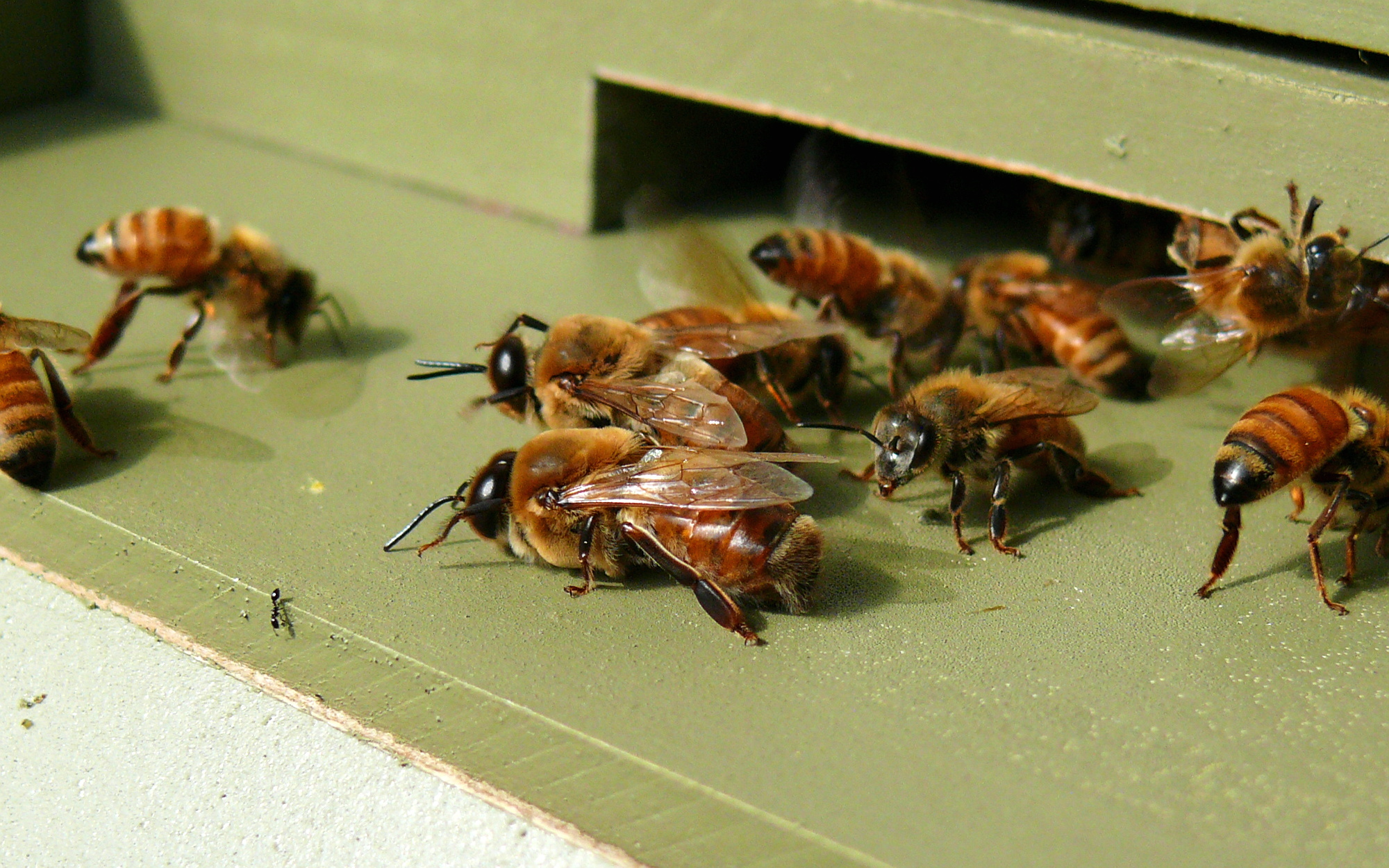
Twee darren bij de ingang, omgeven door werkbijen

De darrenslacht is een fenomeen dat jaarlijks in de herfst plaatsvindt bij honingbijen wanneer de paringsperiode voorbij is. Het gebeurt wanneer er geen vers stuifmeel meer te halen is. Voorafgaand aan de darrenslacht wordt er al enige tijd geen darrenbroed meer aangezet.
Een dar haalt zelf geen honing maar wordt door werkbijen gevoed. Eerst worden de darren niet meer gevoerd. Hierdoor verzwakken de darren waarna ze naar de buitenwand van de kast, en vervolgens naar de kastbodem worden gedreven. Uiteindelijk worden de darren door de werkbijen naar buiten gesleept. Darren die weer naar binnen willen worden tegengehouden. Desnoods worden ze doodgestoken.
De darren kunnen niet buiten de bijenwoning overleven.
De darrenslacht zal later plaatsvinden (en onder de omgekeerde omstandigheden dus juist vroeger) wanneer er gunstige weersomstandigheden zijn (hogere temperaturen, geen regen, weinig wind) waardoor de stuifmeelaanzet van planten op peil blijft, en de haalbijen kunnen blijven vliegen.
Ook wanneer het bijenvolk geen koningin heeft of een oude koningin heeft vindt de darrenslacht later plaats.
Heel sterke bijenvolken laten weleens een tiental darren mee overwinteren.